# Pinheiros (métro de São Paulo)
Pour les articles homonymes, voir Pinheiros (homonymie).
Pinheiros (en portugais : Estação Pinheiros) est une station de la ligne 4 - Jaune du métro de São Paulo. Elle est accessible par la rue Capri dans le quartier Pinheiros, à São Paulo au Brésil.
La station est mise en service en 2011 par le métro de São Paulo. Elle est exploitée par le concessionnaire ViaQuatro. Elle dispose d'une correspondance directe et intégrée avec la gare de Pinheiros desservie par la ligne 9 de la CPTM.

## Situation sur le réseau

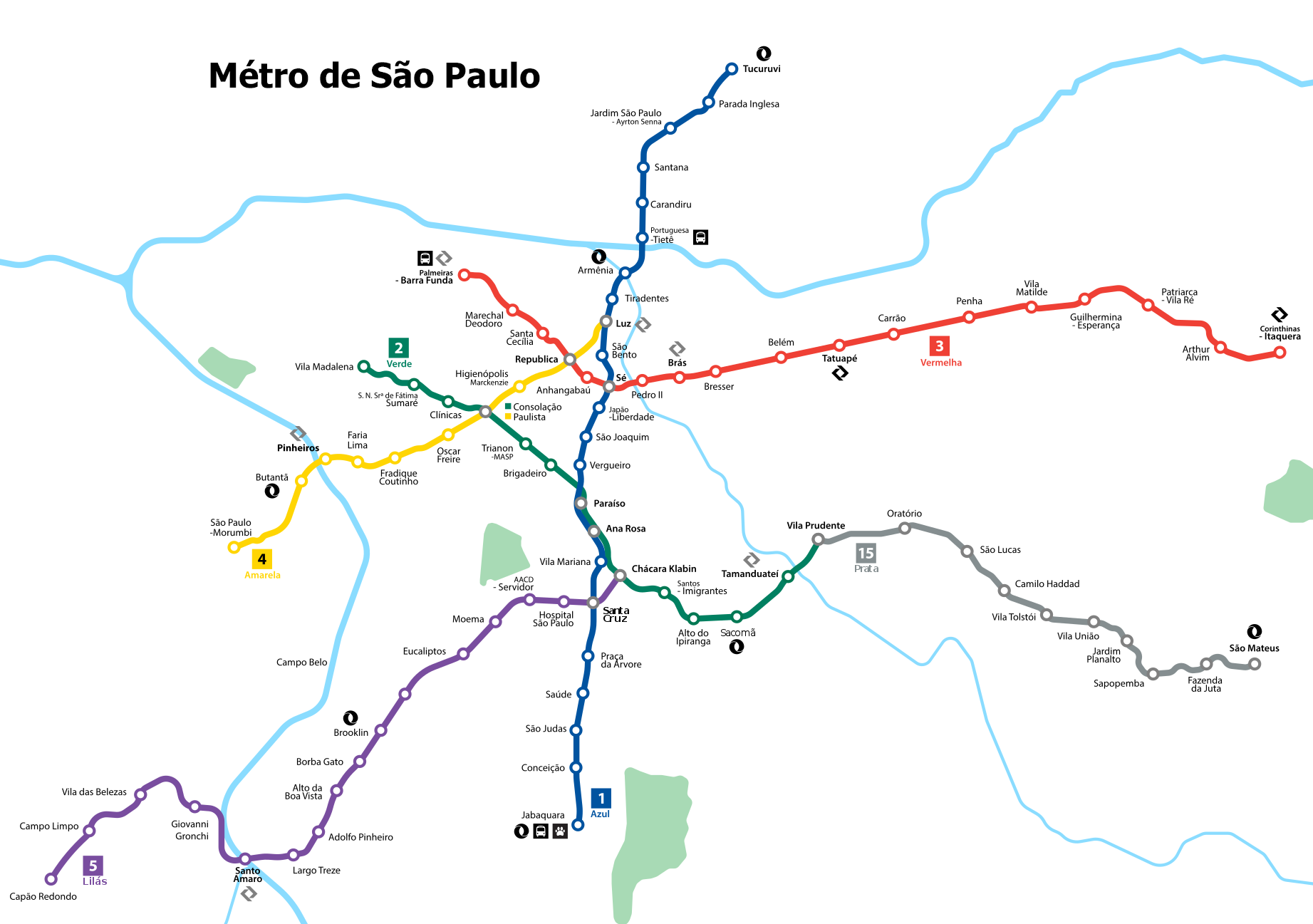
Plan du Métro de São Paulo 2020.

Établie en souterrain, la station Pinheiros est située sur la ligne 4 du métro de São Paulo (Jaune), entre les stations Faria Lima, en direction du terminus Luz, et Butantã, en direction du terminus Vila Sônia.

## Histoire
Prévue par le métro de São Paulo dès les années 1970, la station Pinheiros du métro est restée en construction de septembre 2004 à mai 2011. C'est la 62e station du métro de São Paulo. Le métro a prévu qu'environ cent mille passagers feraient l'intégration à la station lorsqu'elle serait terminée, qui était prévue jusqu'à la mi-2011, selon le gouvernement de l'État, date limite qui s'est terminée avec l'ouverture le 16 mai de cette année. La station est à côté du terminus d'autobus Pinheiros.

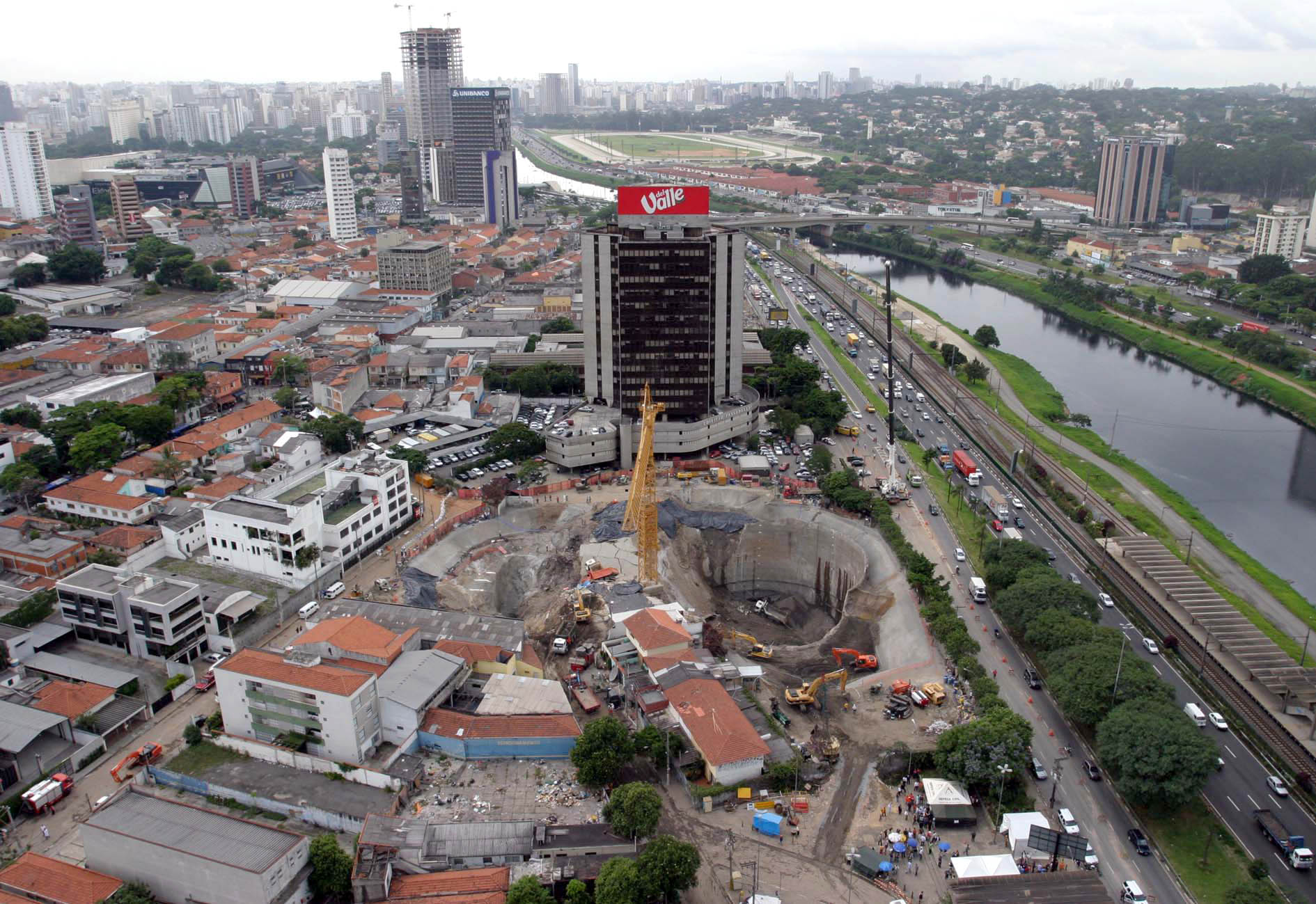
Le chantier le 17 janvier 2007.

Lors des travaux de construction de la station, en janvier 2007, l'accident le plus grave de l'histoire du métro de São Paulo a été enregistré. Une grande partie du tunnel d'accès de la construction de la station Pinheiros s'est effondrée, ouvrant un cratère de plus de quatre-vingts mètres de diamètre. Sept personnes sont mortes dans l'accident. Plusieurs maisons ont été condamnées et plusieurs voitures ont été avalées par le cratère, dont un minibus.
Après l'accident, les travaux sont à l'arrêt jusqu'en mai 2008. Pendant cette période, la prévision d'inauguration, initialement estimée pour la fin de 2008, est devenue 2011 ou 2012, mais le 9 mai 2008, il est annoncé que la prévision officielle est de nouveau le début de l'année 2010. Cette prévision est finalement reportée à plusieurs reprises, et le Métro a commencé à travailler avec une échéance « à la fin de 2010 » (estimation donnée par le gouverneur Alberto Goldman au second semestre 2010), sans toutefois divulguer plus de dates en quelque sorte officielles. Pour respecter ce délai, il y a eu un changement de conception dans la liaison entre la station CPTM et la station Metrô, qui, de souterraine, est devenue une passerelle temporaire. Selon les employés de Metrô entendus par le journal Folha de S.Paulo en octobre 2010, des discussions sur l'instabilité des sols auraient eu lieu après l'accident de 2007 et auraient influencé le changement. Le métro nie toute relation entre l'épisode et la décision et cite la demande croissante de Ligne 9 - Émeraude de la CPTM, qui est passée de 115 000 voyageurs par jour en 2009 à 279 000 en 2010, ce qui obligerait la CPTM à fonctionner de manière restreinte dans cette section s'il y avait un passage souterrain.

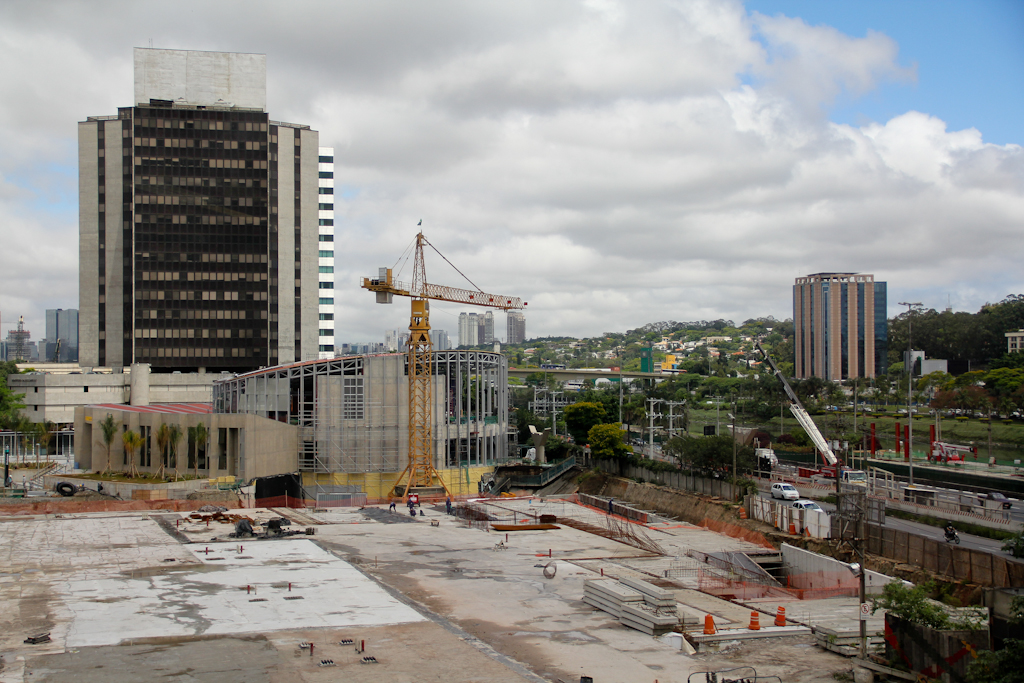
Le chantier en 2010

Début 2011, la station n'est pas encore livrée, Jurandir Fernandes, secrétaire métropolitain des transports de la nouvelle gestion de l'État, fixe une nouvelle échéance, désormais la moitié de l'année, avec la station Butantã. Bien que le bilan à la fin de la gestion Goldman ait classé les stations Pinheiros et Butantã comme «prêtes», n'attendant que des tests, le nouveau gouvernement a annoncé que la finition et l'intégration avec la CPTM faisaient toujours défaut. La licence environnementale d'exploitation de la station a été obtenue de Cetesb en février. En conséquence, selon un rapport de Folha de S.Paulo, le Metrô aurait pour objectif "non officiel" d'ouvrir la gare de Butantã en mars et celle de Pinheiros en avril, qui devrait fonctionner aux heures de pointe jusqu'en juin. Le même journal apprendrait, un mois plus tard, que, bien que la date limite de mise en service soit maintenue, l'intégration avec la station CPTM n'était prévue qu'en mai et l'opération pendant les heures normales de métro jusqu'à la fin du semestre. En avril, l'inauguration de la station était prévue le 16 mai,. Les résidents locaux entendus par Jornal da Tarde ont déclaré qu'ils étaient soulagés que la gare soit enfin prête à ouvrir après une longue période de construction. Les valeurs des loyers dans le quartier ont chuté après l'accident de janvier 2007, modifiant le profil du quartier, qui abrite désormais plus de jeunes, mais on s'attendait à ce qu'avec la saison ouverte, ils augmentent à nouveau.
La station a été inaugurée, selon les prévisions les plus récentes, le 16 mai, et la livraison a été marquée par les protestations des membres des familles des victimes de l'accident de 2007 dans les travaux de la station. La connexion à la gare CPTM n'était pas prête à temps et les passagers qui voulaient changer de train devaient quitter la station de métro, faire le tour du pâté de maisons et payer un nouveau billet. La prévision était que, lorsque l'intégration avec CPTM serait prête à Pinheiros, le nombre d'utilisateurs de la ligne 4 - Jaune triplerait. L'intégration a été inaugurée le 3 juin, le lendemain de la date prévue, en raison de la grève des salariés du CPTM la veille. La passerelle mesure 56,56 mètres de long, 8,9 mètres de large et 6,65 mètres de haut.
Pinheiros était la station la plus profonde du métro de São Paulo jusqu'en septembre 2018, avec l'inauguration de la station Santa Cruz de la ligne 5. Ses quais sont situées à une trentaine de mètres sous le lit de la rivière Pinheiros.

## Services aux voyageurs

### Accès et accueil
La station dispose d'un accès rue Capri  accessible aux personnes à la mobilité réduite.

### Desserte
| Ligne                         | Terminus                  | Stations | Durée du voyage (min) | Intervalle entre les trains (min) | Opération                                                                  |
| ----------------------------- | ------------------------- | -------- | --------------------- | --------------------------------- | -------------------------------------------------------------------------- |
| Ligne 4 du métro de São Paulo | Luz ↔ São Paulo - Morumbi | 10       | 10                    | 2                                 | Tous les jours, de 4 h 40 à 0 h. Les samedis, de 4 h 40 à 1 h le dimanche. |

Portes palières
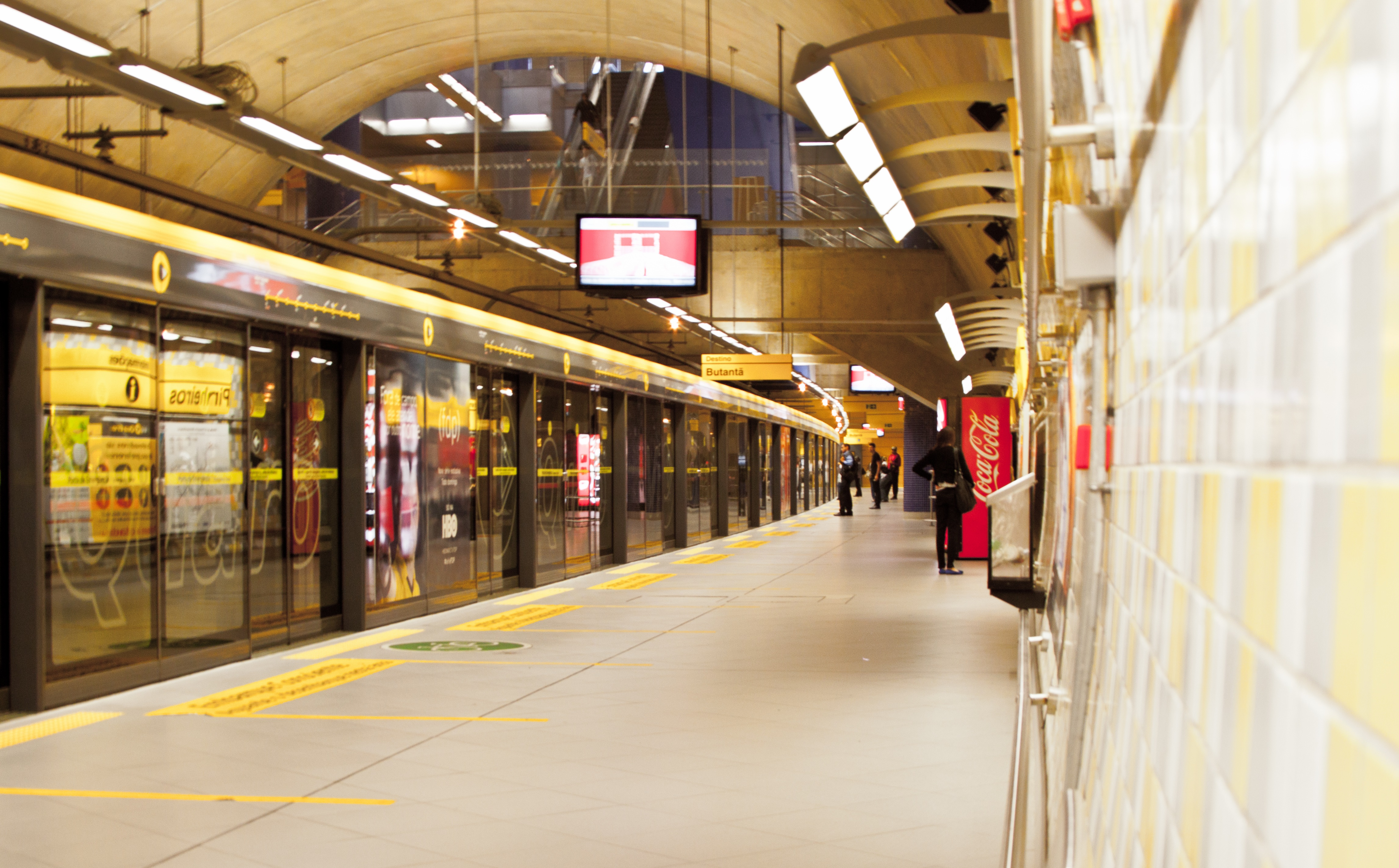
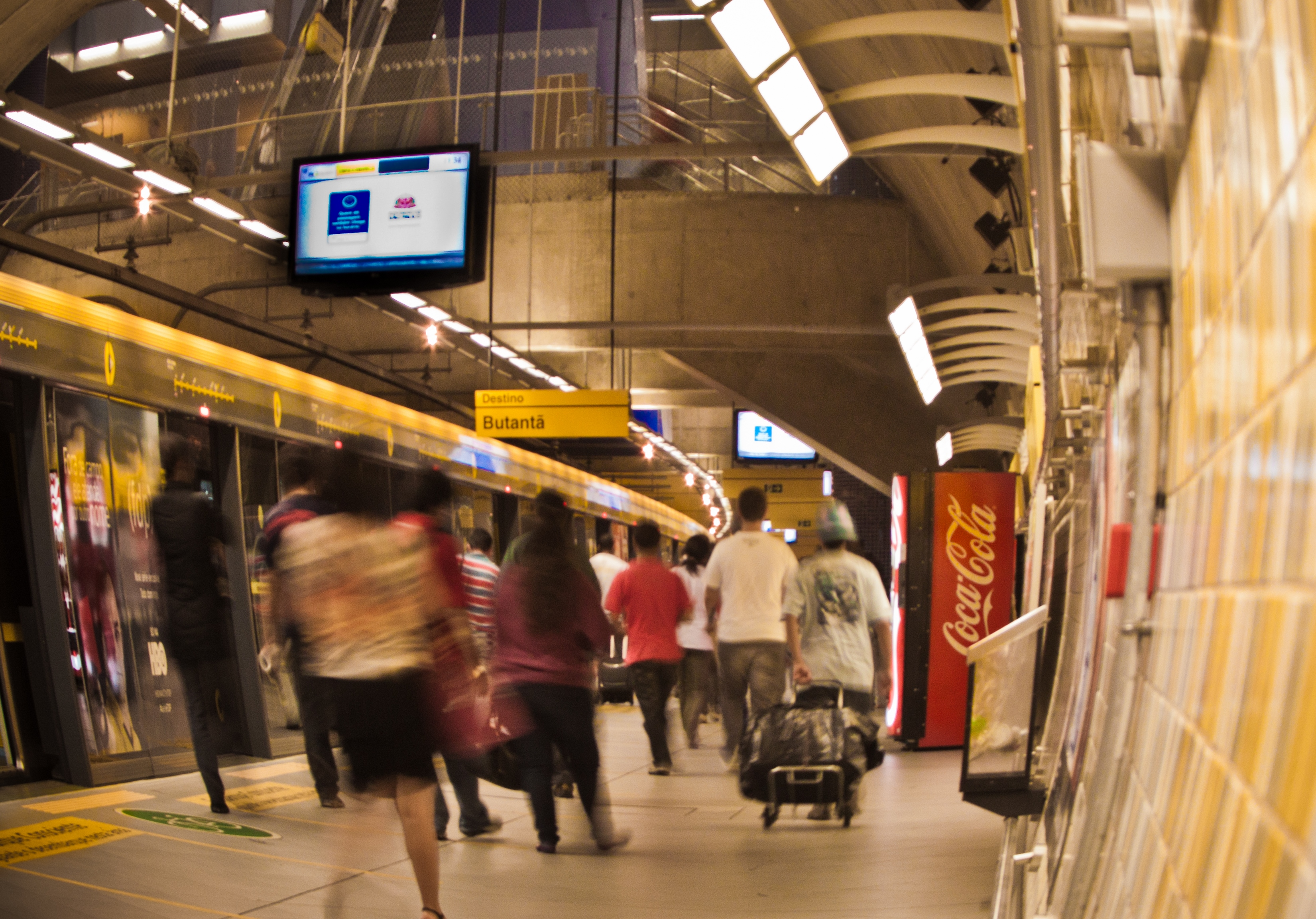
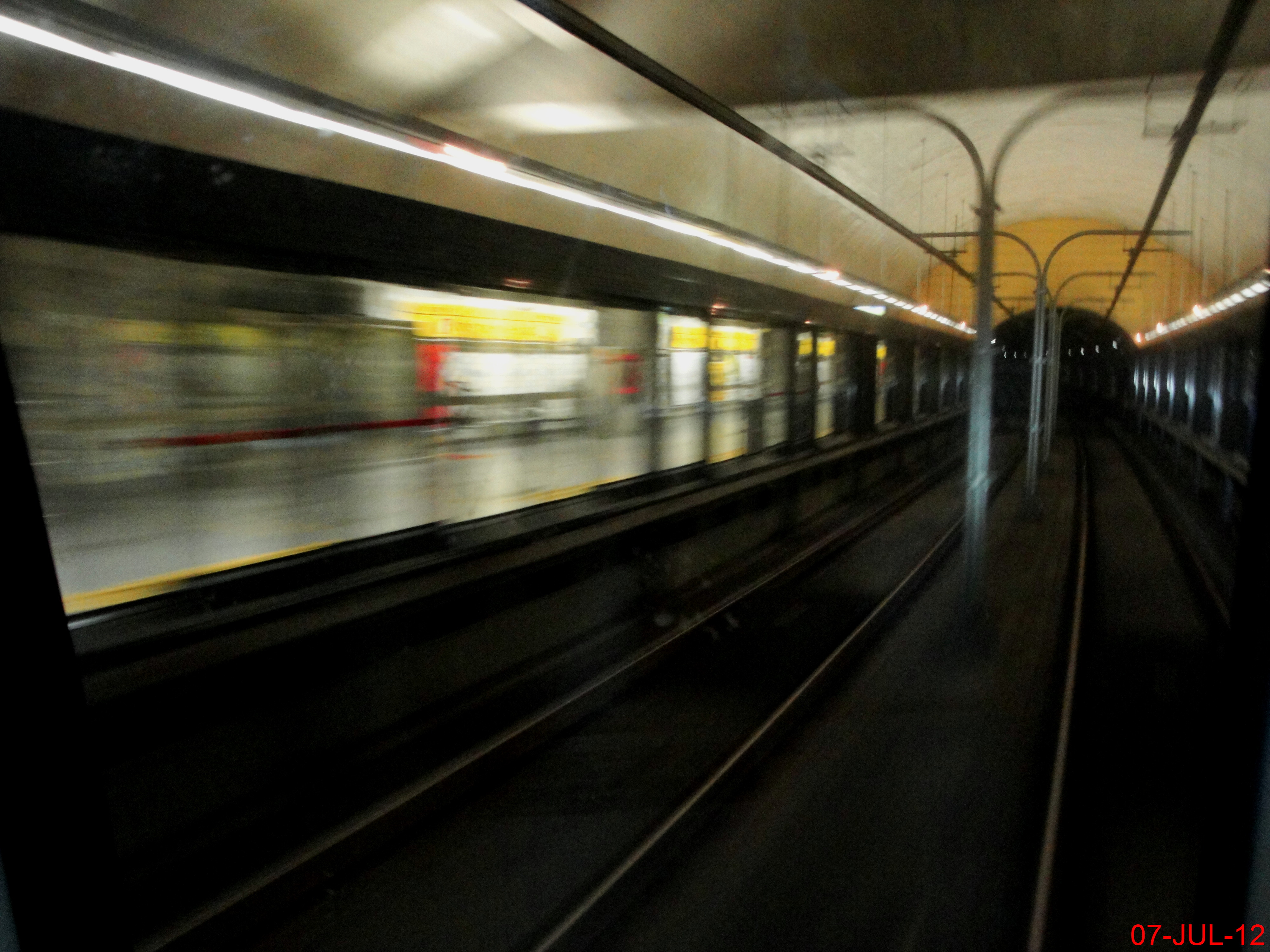

### Intermodalité
La station est en correspondance directe, par une passerelle, et intégrée avec la gare de Pinheiros desservie par les trains de banlieue de la ligne 9 de la CPTM.
Elle est également en correspondance intégrée avec le Terminus Victor Civita (en l'honneur du fondateur d'Editora Abril), est un terminal de bus situé dans la zone ouest de São Paulo ouvert le 1er juin 2013. Le projet architectural est de Tito Lívio Frascino Arquitetos Associados.
Géré par la SPTrans, le site dessert 60 000 passagers par jour ouvrable, répartis sur 29 lignes de bus municipales (dont 22 de jour et 5 de nuit).
Ses travaux ont commencé en 2009 et ont été arrêtés pendant des mois à partir d'octobre 2010. Il y a eu une inauguration fin décembre 2012, lors d'une cérémonie à la fin du mandat du maire Gilberto Kassab, mais le terminal n'a pas réellement ouvert. Des services comme le remplacement de l'asphalte par du béton dans les rues avoisinantes et le retrait des poteaux qui obstruaient la voie des bus étaient absents. L'inauguration définitive était prévue pour le 1er juin 2013, un samedi, avec la prévision de l'exploitation de sept lignes - dont cinq se terminent là -, avec 56 bus circulant par heure et un total de quinze mille usagers desservis par journée. À partir de fin juin, le terminus devrait commencer à recevoir des lignes de bus interurbains de l'EMTU, certaines d'entre elles transférées de l'ancien terminus Largo da Batata. Le premier jour des opérations, un samedi, il n'y a pas eu de grand mouvement de passagers, et les employés de SPTrans et le secrétaire aux transports Jilmar Tatto l'ont inspecté. « C'est un terminal stratégique, car il a une connexion avec le CPTM et unit tous les systèmes de transport, ce qui est idéal », a déclaré Tatto. Les utilisateurs se sont toutefois plaints du manque de couverture d'accès entre le terminal et la station.
Le terminus dispose également d'un stationnement, qui n'était pas ouvert au même moment, alors qu'il était déjà utilisé par les habitants de la région, car les rues où ils habitent étaient encore en construction. Sollicité par le journal O Estado de S. Paulo, la SPTrans a informé qu'il n'avait toujours pas de prévision pour l'ouverture du stationnement et que la priorité avait été la livraison de l'espace destiné aux bus.

## Projet
Il y a un projet approuvé par le maire Fernando Haddad pour introduire le transport fluvial à travers les rivières qui se connectent à l'extrémité sud de São Paulo, et cette station est incluse comme l'un des terminus.

## À proximité
- Birmann 21
- Praça Victor Civita